# Driepootvissen
Driepootvissen (Triacanthodidae) zijn een familie van straalvinnige vissen uit de orde van Kogelvisachtigen (Tetraodontiformes).

## Geslachten
- Atrophacanthus Fraser-Brunner, 1950
- Bathyphylax G. S. Myers, 1934
- Halimochirurgus Alcock, 1899
- Hollardia Poey, 1861
- Johnsonina G. S. Myers, 1934
- Macrorhamphosodes Fowler, 1934
- Mephisto J. C. Tyler, 1966
- Parahollardia Fraser-Brunner, 1941
- Paratriacanthodes Fowler, 1934
- Triacanthodes Bleeker, 1857
- Tydemania M. C. W. Weber, 1913